# Alex Martins Ferreira
Alex Martins Ferreira (8 de julio de 1993) es un futbolista brasileño que se desempeña como delantero y su equipo actual es el Dewa United de la Liga 1 de Indonesia.
Jugó para clubes como el Shonan Bellmare, Roma, Brasília, Rio Verde, Fukushima United FC y Kagoshima United FC.

## Trayectoria

### Clubes
| Club                | País   | Año         |
| ------------------- | ------ | ----------- |
| Shonan Bellmare     | Japón  | 2012        |
| Roma                | Brasil | 2013        |
| Brasília            | Brasil | 2014        |
| Rio Verde           | Brasil | 2015        |
| Fukushima United FC | Japón  | 2016 - 2017 |
| Kagoshima United FC | Japón  | 2018        |